# Larissa
Larissa (AFI: /laˈrissa/ o /ˈlarissa/; in greco Λάρισα?, Lárisa) è una città della Grecia, capoluogo della "periferia" della Tessaglia (unità periferica di Larissa) con 145 981 abitanti secondo i dati del censimento 2001.
A seguito della riforma amministrativa detta piano Callicrate in vigore dal gennaio 2011 che ha abolito le prefetture e accorpato numerosi comuni, la superficie del comune è passata da 122,6 a 336 km² e la popolazione da 139 403 a 145 981 abitanti.

## Geografia fisica
Quinta città della Grecia per popolazione, Larissa si trova a metà strada fra Atene e Salonicco, sulle rive del Peneo lungo la principale arteria stradale e ferroviaria ellenica. La città portuale più vicina è Volo, a circa 60 km.

## Storia
Larissa ha una storia più che millenaria. Il nome stesso, che significa "fortezza", è di origine pelasgica, quindi pre-ellenica.

### Antichità

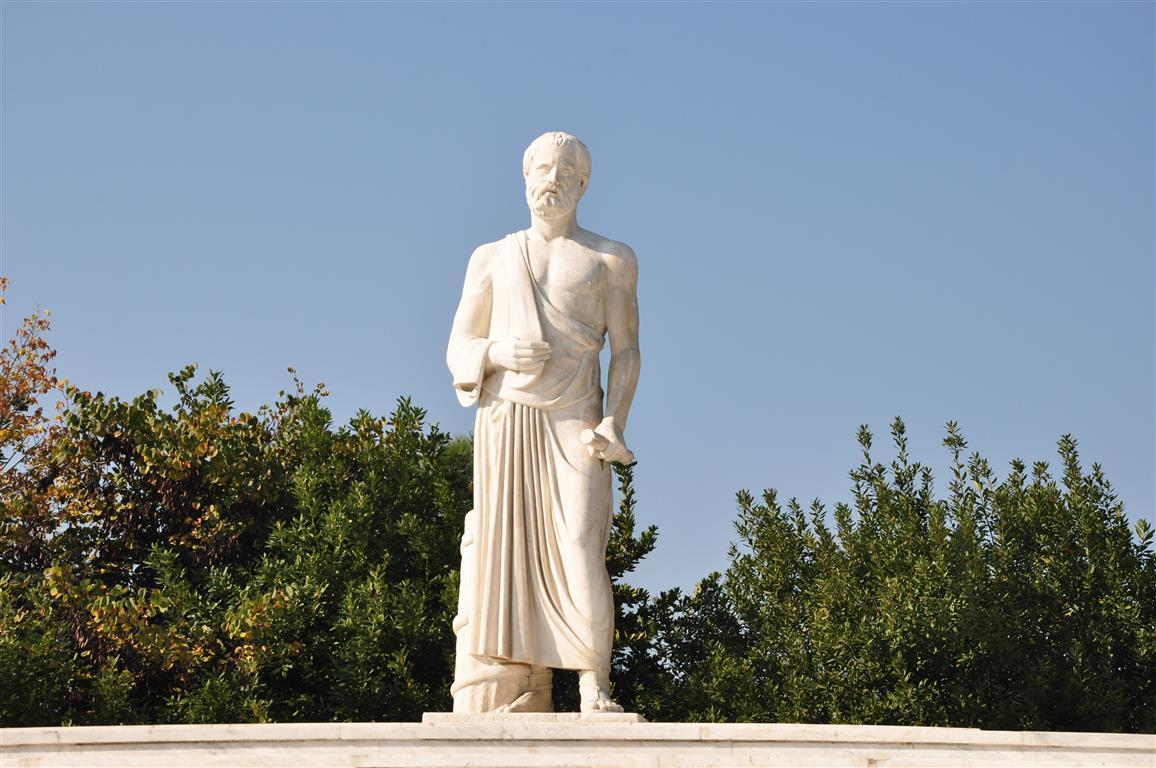
Una statua di Ippocrate al monumento del suo cenotafio.

Larissa era una polis (città-stato) durante l'epoca classica e si pensa che sia il luogo dove morirono il celebre medico greco Ippocrate e il celebre filosofo Gorgia da Lentini. Venne fondata molto anticamente, quando la Tessaglia era governata principalmente da poche famiglie aristocratiche, come una città importante sotto il dominio degli Alevadi, la cui autorità si estese oltre l'intero distretto della Pelasgiotide. Questa famiglia potente ebbe per molte generazioni fino al 369 a.C. il privilegio di fornire alla città il tago, che era l'equivalente tessalo dello stratego. I rivali principali degli Alevadi erano gli Scopadi di Crannone, i cui resti si trovano 14 miglia a sud-ovest.
Dato che era la città principale dell'antica Tessaglia, Larissa fu presa dai Tebani e poi annessa direttamente da Filippo II il Macedone nel 344 a.C. Rimase sotto il controllo macedone, eccetto per un breve periodo nel quale Demetrio Poliorcete la prese nel 302 a.C., da lì in poi. Nella città furono costruiti due teatri antichi, il primo dei quali fu innalzato durante il regno di Antigono II Gonata e rimase in uso per sei secoli, fino alla fine del III secolo d.C.
Fu a Larissa che Filippo V di Macedonia firmò nel 197 a.C. un trattato con i romani dopo la sua sconfitta alla battaglia di Cinoscefale, e fu sempre qui che Antioco III il Grande vinse una grande vittoria nel 192 a.C. Nel 196 a.C. Larissa divenne un'alleata di Roma e fu il quartier generale della lega tessala.
Larissa è menzionata di frequente nell'ambito delle guerre civili romane che precedettero la formazione dell'impero romano, dato che Pompeo cercò di rifugiarsi qui dopo la sconfitta di Farsalo.

### Medioevo
Larissa venne saccheggiata dagli Ostrogoti alla fine del quinto secolo e fu ricostruita sotto l'imperatore bizantino Giustiniano I.
Nell'ottavo secolo, la città divenne la sede metropolitana del thema dell'Ellade. La città venne espugnata nel 986 dallo zar Samuele di Bulgaria, che portò via le reliquie del suo santo patrono, sant'Achilleo, a Prespa. In seguito fu assediata senza successo dagli italo-normanni sotto Boemondo I tra il 1082 e il 1083.
Dopo la quarta crociata, il re di Tessalonica, Bonifacio del Monferrato, diede la città a dei baroni lombardi, ma questi diedero il via a una ribellione nel 1209 che dovette essere soffocata dallo stesso imperatore latino Enrico di Fiandra. L'urbe venne recuperata dall'Epiro poco dopo.

### Periodo ottomano
Larissa fu conquistata dall'impero ottomano nel 1386-1387 e di nuovo negli anni 1390, ma cadde definitivamente sotto il controllo ottomano nel 1423, con Turakhan Bey. Sotto la dominazione ottomana, la città divenne nota come Yeni-şehir i-Fenari, "nuova cittadella".
Essendo il capoluogo e la base militare della Tessaglia ottomana, Larissa era una città a maggioranza musulmana. Negli anni 1520 aveva una maggioranza musulmana del 90,2% con 693 famiglie, mentre i cristiani erano solo il 9,8% con 75 famiglie. All'epoca non erano presenti famiglie armene nell'urbe. Durante la dominazione ottomana, l'amministrazione della metropolia di Larissa fu trasferita alla vicina Trikala, dove rimase fino al 1734, quando il metropolita Giacomo III fece tornare la sede da Trikala a Larissa e fondò l'odierna metropolia di Larissa e Tyrnavos.

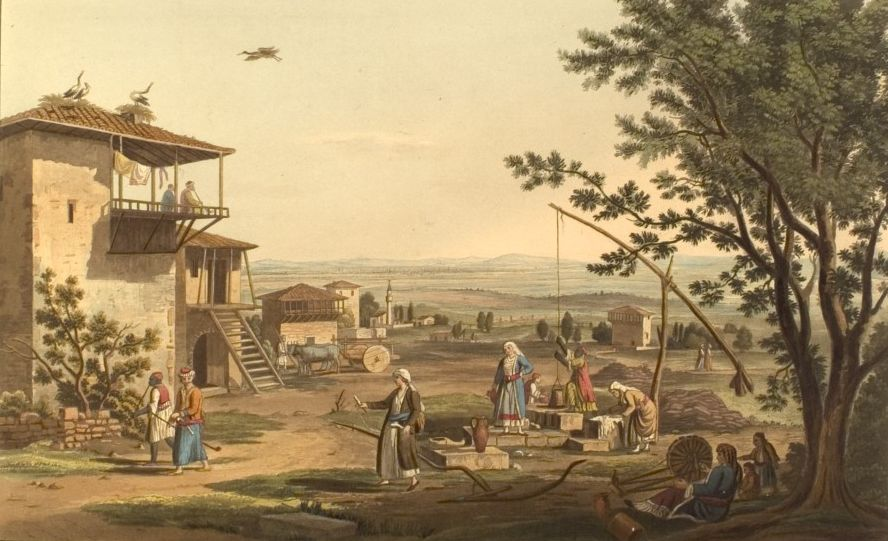
Un'incisione di Larissa nel 1820 circa.

Il paese era noto per la sua fiera campionaria nel diciassettesimo e nel diciottesimo secolo, mentre nel 1770 anche la sede del pascià della Tessaglia vi fu trasferita. Larissa fu il quartier generale di Hursid Pascià durante la guerra d'indipendenza greca. Era anche rinomata per le sue moschee (quattro delle quali erano ancora attive alla fine del diciannovesimo secolo).
La città continuò a far parte dell'impero ottomano finché la Tessaglia non divenne parte del regno indipendente di Grecia nel 1811, eccetto per un periodo nel quale le forze ottomane la rioccuparono durante la guerra greco-turca del 1897. Alla fine del diciannovesimo secolo, c'era un piccolo villaggio alla periferia della città che era popolato da degli africani del Sudan, un residuo curioso delle forze radunate da Alì Pascià. Nel XIX secolo la città produceva pelle, cotone, seta e tabacco.

### Epoca greca moderna

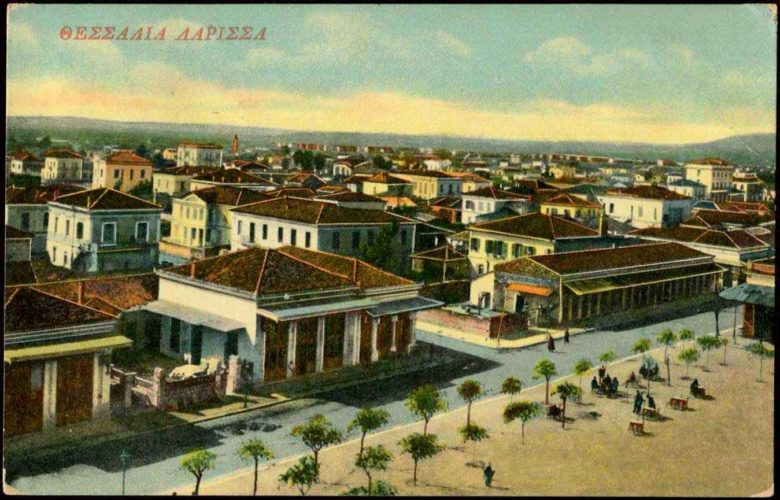
Una vecchia cartolina della città raffigurante la via Alexandras nel 1910.

Nel 1881, la città, assieme al resto della Tessaglia, venne inclusa nel regno di Grecia quando il primo ministro era Alexandros Koumoundouros. Il 31 agosto del 1881, un'unita dell'esercito greco alla guida del generale Skarlatos Soutzos entrò in città. A quel punto una buona parte della popolazione turca emigrò nell'impero ottomano. In questa nuova era la città iniziò a espandersi gradualmente e ad essere ricostruita dalle autorità greche.
Durante la guerra greco-turca del 1897, la città fu il quartier generale del principe della corona greca Costantino. La fuga dell'esercito greco da qui a Farsala avvenne il 23 aprile del 1897: le truppe turche entrarono in città due giorni dopo. Dopo che venne firmato un trattato di pace, queste si ritirarono e Larissa rimase definitivamente in Grecia. A ciò seguì un altro esodo di turchi nel 1898. La moschea di Hassan Bey (che era stata costruita all'inizio del sedicesimo secolo) fu demolita nel 1908.
Dopo l'occupazione del paese da parte delle potenze dell'Asse, la comunità ebraica della città (i romanioti, che risalgono al II secolo a.C.) subirono perdite pesanti. Oggi nella città si trovano un memoriale dell'Olocausto e una sinagoga.
Nella città accadde un tragico incidente automobilistico, avvenuto il 24 maggio 1979, che coinvolse numerosi cittadini italiani. L'autobus che trasportava il gruppo folcloristico "Federico Angelica" di Aviano (PN), in tournée in Grecia, finì fuori strada. Nell'incidente persero la vita cinque componenti del gruppo, poco più che ventenni, e i due autisti dell'autobus. Questo fatto ha scosso molto le due comunità, che il 3 agosto 2019 alla presenza dei due sindaci, nell'occasione del quarantesimo anniversario della tragedia, decidono di unirsi in gemellaggio.

## Cultura

### Teatri e odeon
- Centro culturale Hatzigianeio
- Conservatorio municipale
- Teatro "O mylos tou Pappa"[18]
- Teatro municipale o Teatro tessalo[19]
- Teatro delle ombre Tiritomba

### Musei
- Museo archeologico e bizantino[20]
- Galleria municipale di Larissa – Museo G.I. Katsigras[21]
- Museo storico e folcloristico[22]
- Museo veterinario militare
- Museo della società del folclore
- Museo del grano e delle farine

### Festival
Tra i festival famosi che si svolgono nella città sono presenti il Festival Pineiou (perlopiù musicale), il Mylos Parastatikōn Technōn e l'AgroThessaly, una fiera dell'agricoltura importante.

## Economia
La principale fonte di sviluppo economico di Larissa è l'agricoltura. In tutta la zona della Tessaglia si coltiva il cotone e il granturco, avendo superfici estese di terreni coltivabili. Altra fonte economica è la viticoltura, in crescita negli ultimi anni. L'industria non è molto sviluppata, ed è principalmente concentrata nella produzione di concimi chimici per l'agricoltura. Altra grande fonte economica è il turismo.

## Sport
Larissa ha una squadra di calcio molto nota a livello nazionale e anche internazionale. Possiede anche una squadra di pallacanestro che gareggia ad un buon livello nazionale.

## Infrastrutture e trasporti
L'arteria autostradale che serve la città è la A1 Atene-Salonicco-Bogorodica, che giunge al confine (Evzonai-Bogorodica) con la Macedonia del Nord. Altra strada importante è quella che porta nell'Epiro, a Giannina.
La stazione ferroviaria si trova sulla linea principale nazionale (OSE) Pireo-Atene-Larissa-Salonicco, nonché su una diramazione verso Volo.
È inoltre collegata al resto d'Europa grazie all'Aeroporto Internazionale della Grecia Centrale situato a Nea Anchialos, a poca distanza da Larissa stessa.

## Turismo

### Galleria d'immagini

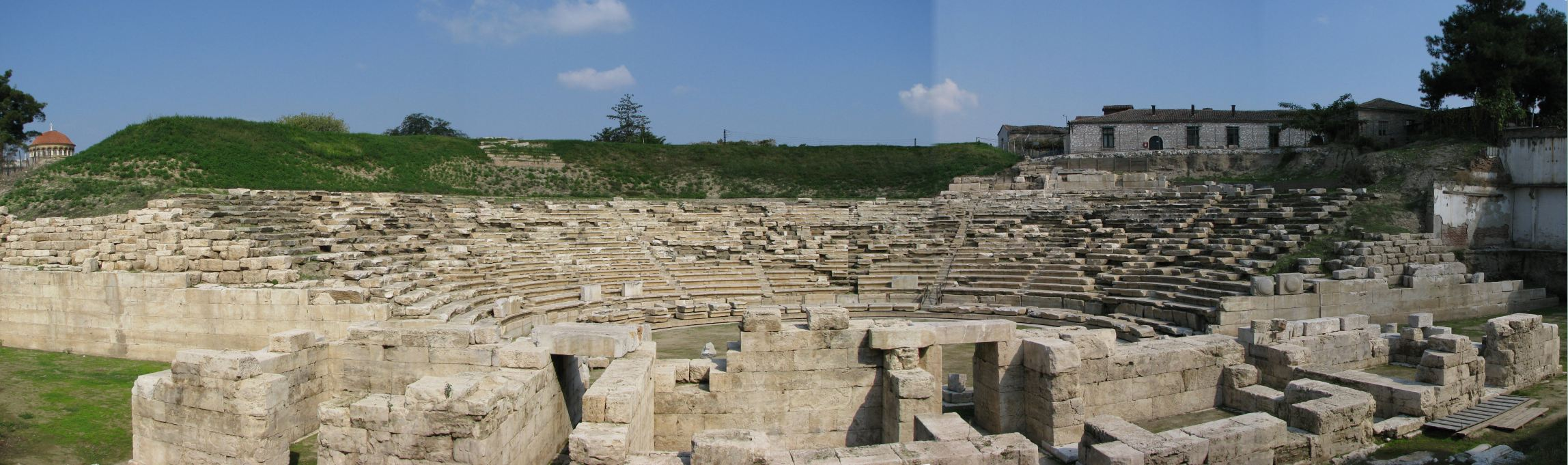
Il teatro antico
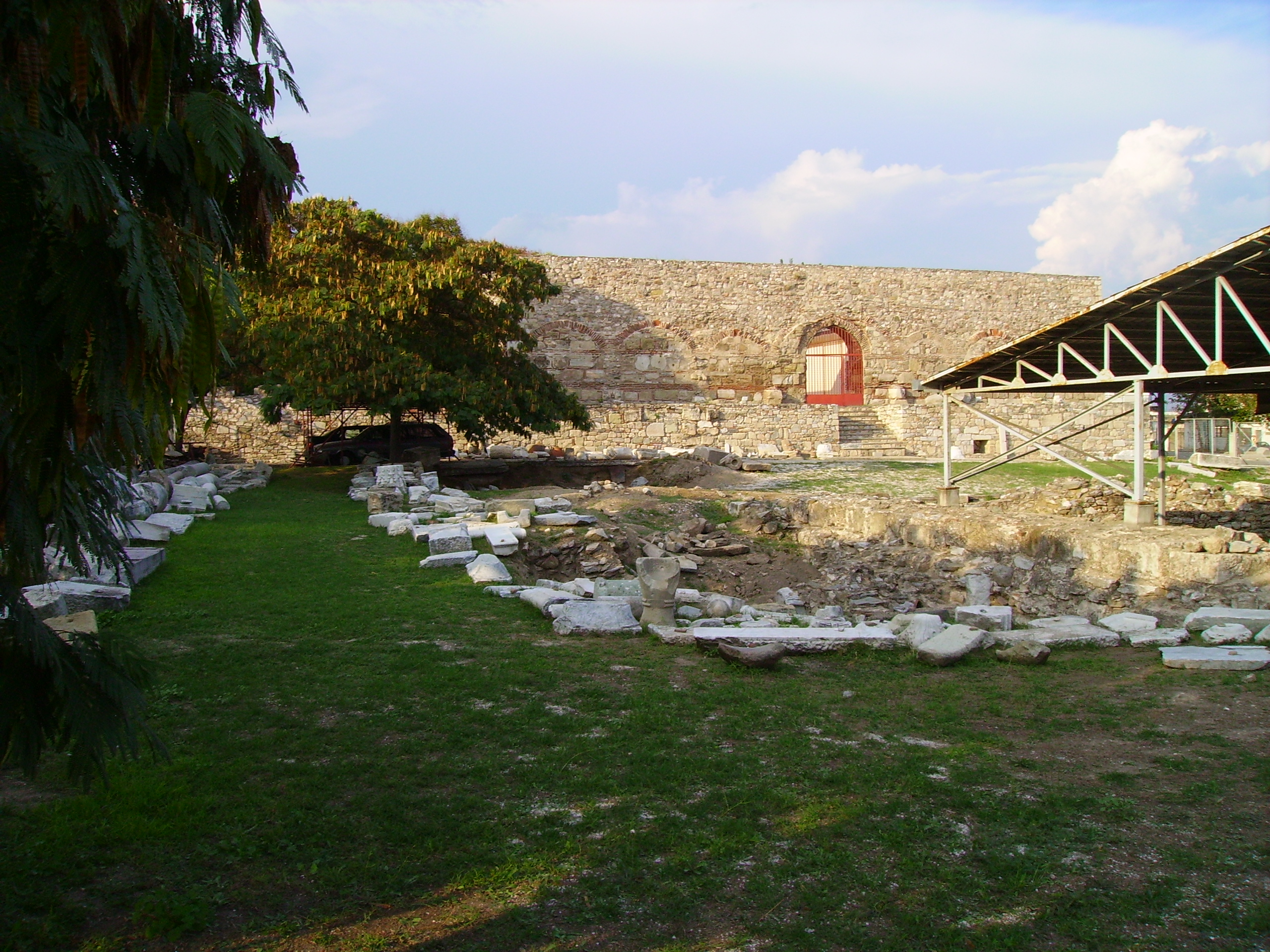
La fortezza di Larissa
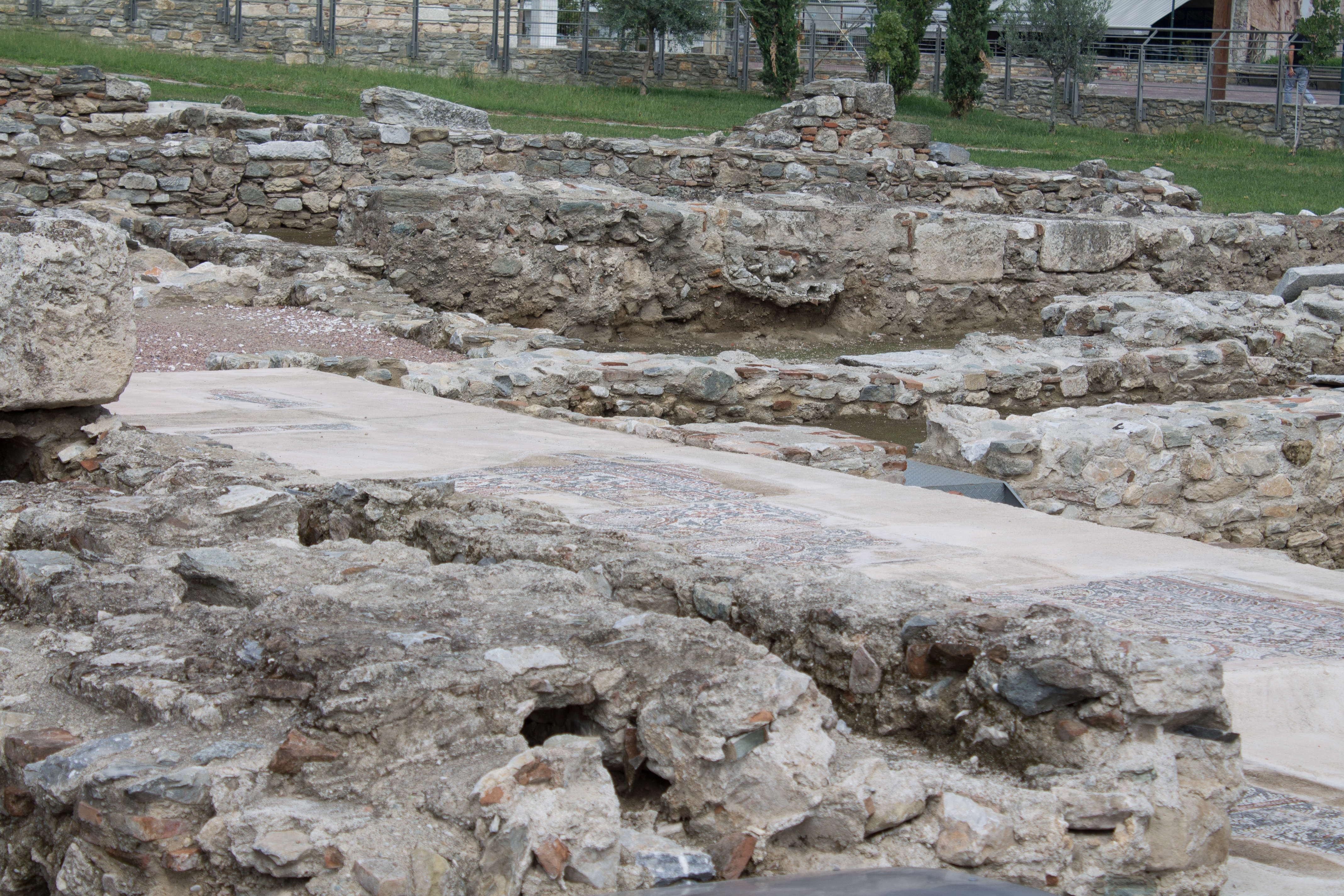
I resti della basilica di Sant'Achilleo

## Amministrazione

### Gemellaggi
- Aviano
- Knoxville